# Керосинка
Кероси́нка — бытовой нагревательный прибор для приготовления и разогревания пищи на открытом огне, работающий на керосине, по принципу действия аналогичен керосиновой лампе.

## Описание
Керосинка состоит из резервуара, фитильного механизма (для регулировки высоты пламени), жаровой трубы со смотровым слюдяным окном и конфоркой для установления посуды.
Поскольку забор топлива в керосинке осуществляется только фитилём, то сложно добиться значительного расхода. Даже сложные в эксплуатации широкие фитили по нескольку в ряд не позволяли достичь оптимального расхода топлива как в примусах и керогазах. Поэтому прогрев посуды и её содержимого шёл медленно. Как следствие, бесполезно рассеивалось значительное количество тепла, приводя к перерасходу топлива.
Второй недостаток — керосинка может сильно коптить при чрезмерном подъёме фитиля.
Из преимуществ следует отметить, что керосинка менее пожароопасна в сравнении с примусом и керогазом, особенно если фитили выдвинуты на малое пламя.
Наряду с примусом, в СССР до 50-х годов XX века керосинка была наиболее распространенным прибором для приготовления пищи. 

## Виды керосинок
Керосинки бывают настольные и напольные, одно-, двух- и трёхфитильные, одно- и двухтрубные, одно- и двухконфорочные; применяемые фитили большей частью хлопчатобумажные плоские, реже — круглые. В некоторых моделях керосинок конфорки делаются раскладными, что позволяет одновременно установить две кастрюли.